# Charinus imperialis
Espèce
Charinus Imperialis, communément connue sous le nom d'araignée impériale, est une espèce d'araignées du genre Charinus appartenant à la famille des Charinidae. Cette fascinante araignée est réputée pour sa taille imposante et son mode de vie souterrain.
Description :
L'araignée impériale se distingue par sa taille exceptionnelle, pouvant atteindre jusqu'à 6 centimètres de longueur. Son corps est divisé en deux parties principales : le céphalothorax et l'abdomen. Le céphalothorax est de forme ovale, avec huit yeux disposés de manière caractéristique sur le devant de sa tête. Les chélicères puissantes, munies de crochets, permettent à cette araignée de capturer ses proies et de se défendre.
L'abdomen, plus volumineux que le céphalothorax, arbore des motifs complexes et colorés, généralement dans des nuances de brun, de jaune et de noir, favorisant son camouflage dans son habitat souterrain.
Habitat et Comportement :
Les Charinus Imperialis évoluent principalement dans les grottes, les cavités souterraines et les milieux humides des forêts tropicales. Ces araignées sont parfaitement adaptées à la vie souterraine, où elles trouvent leur nourriture et évitent les prédateurs.
Contrairement aux araignées qui tissent des toiles, l'araignée impériale ne tisse pas de piège pour capturer ses proies. Elle chasse activement des insectes, des petits invertébrés et de la matière organique en décomposition à l'aide de ses chélicères puissantes.
L'espèce est principalement nocturne, avec une activité accrue pendant la nuit. Le venin de l'araignée impériale n'est généralement pas dangereux pour l'homme, bien qu'il soit utilisé pour neutraliser ses proies.
Reproduction et Structure Sociale :
Les femelles de Charinus Imperialis jouent un rôle essentiel dans la vie sociale de l'espèce. Elles sont généralement plus grandes que les mâles et agissent en tant que gardiennes des œufs, veillant à leur sécurité jusqu'à leur éclosion.
Les mâles jouent également un rôle important lors de la reproduction, mais leur présence au sein des groupes familiaux est moins fréquente.
Importance écologique :
Bien que discrètes, les araignées impériales jouent un rôle crucial dans l'équilibre écologique de leur habitat souterrain. Elles participent au contrôle des populations d'insectes et contribuent à la décomposition des matières organiques, favorisant ainsi la fertilité du sol.
Statut de Conservation :
Le statut de conservation de Charinus Imperialis n'est pas bien documenté. En raison de son habitat souterrain isolé et difficile d'accès, les informations sur ses populations et sa distribution sont limitées. Il est essentiel de poursuivre les recherches pour mieux comprendre et protéger cette fascinante espèce.
En conclusion, Charinus Imperialis est une araignée unique en son genre, se distinguant par sa taille imposante et son mode de vie souterrain. Malgré sa discrétion, cette espèce fascinante joue un rôle essentiel dans l'équilibre des écosystèmes souterrains et continue d'émerveiller les scientifiques du monde entier.

## Distribution
Cette espèce est endémique de l'État de Rio de Janeiro au Brésil. Elle se rencontre vers Rio de Janeiro.

## Description
La carapace de la femelle mesure 4,96 mm de long sur 6,88 mm.

## Publication originale
- Miranda, Giupponi, Prendini & Scharff, 2021 : « Systematic revision of the pantropical whip spider family Charinidae Quintero, 1986 (Arachnida, Amblypygi). » European Journal of Taxonomy, no 772, p. 1–409 (texte intégral).